# 台灣雲豹
台灣雲豹台語稱：樟豹（tsiunn-pà）、烏雲豹（oo-hûn-pà）、貓豹（niau-pà），日語稱），貓科雲豹屬雲豹種的台灣特有亞種。1862年首次被記錄在科學文獻上，由英國學者羅伯特·斯文豪以Leopardus brachyurus或台灣雲豹（Formosan clouded leopard）發表。

## 歷史

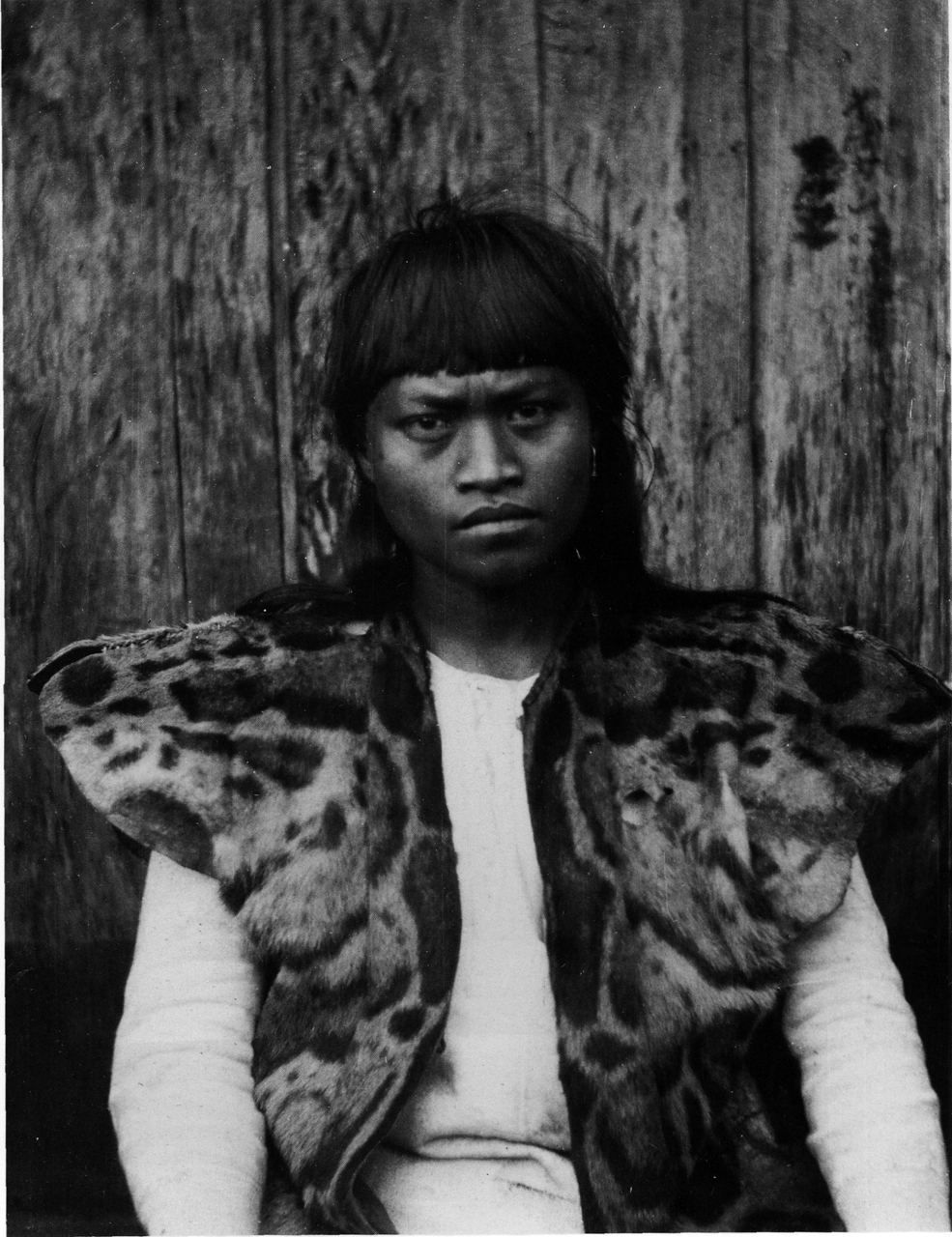
披雲豹皮的原住民青年，可能是排灣族（1900年左右）

考古學者在距今3000多年的台灣卑南遺址當中，曾經發現過3件陪葬用的人獸形玦。在全世界的考古發掘中，這種人獸形玦只有在台灣出現過。而在人獸形玦上面，正可以找到類似雲豹的圖騰。但圖騰的尾巴非常短，相對於台灣雲豹有非常長的尾巴來說，圖騰有可能是其他生物。
台灣雲豹一直被視為是一種珍貴的野生動物。雲豹原為棲息在中低海拔闊葉林間的大型貓科動物，在土地被大量開發之後，雲豹被迫遷往高山，最後的棲息地是玉山和北大武山。
台灣雲豹第一次被列入科學文獻的記載中是在1862年，是由第一個踏上台灣的西方博物學家史溫侯（Robert Swinhoe，當時在英國駐打狗領事館工作）所記載下來的。在那一年，史溫侯於英國的《倫敦動物學會集刊》（Proceedings of the Zoological Society of London，簡寫為PZS）上，發表了〈福爾摩沙島上的哺乳動物〉（On the Mammals of the Island of Formosa）這篇文章，裡面提到了台灣獼猴、台灣黑熊、台灣石虎、台灣雲豹等哺乳動物，這也是這些動物第一次見諸於正式科學文獻的紀錄。1864年，史溫侯的信件提到台灣雲豹的部分表示沒看過活體(I have not seen of this animal alive.)，而其發現的三件毛皮，其中兩件成年毛皮在蘇澳(Sawo)發現，另一件在可能為今恆春附近的(Lungkeaou)所發現之較年輕的毛皮。
然而，從1862年到現在的160幾年來，雖然台灣原住民陸續一直有人宣稱看到雲豹，卻從來沒有研究者真正看過雲豹的活體、甚至是屍體照片，因此也無法確定原住民所看到的，就是雲豹。以台灣動物園所豢養的雲豹而言，目前有紀錄可查的雖然有15隻，但都不是台灣雲豹，而是從別的國家進口的巽他雲豹。
目前台灣可見之台灣雲豹標本收藏於國立台灣博物館，為日治時代所遺留下來之標本（國立台灣博物館 2003）。日治時代，雲豹被稱為「高砂豹」，當時已數量稀少，台東廳依《史蹟名勝天然紀念物保存法》指定海岸山脈及蕃地的高砂豹為天然紀念物。
而台灣最後一筆野外雲豹的資料，則是出現在1983年。當時東海大學環境科學中心的研究員張萬福，在一個原住民獵人的陷阱中發現了一隻已死亡的幼豹，可惜其沒有任何照片或標本的證據令人存疑，十幾年後該研究員被發現是神學系畢業假冒教授並騙過營建署而得以擔任國家公園委員。
1987年2月，行政院農業委員會請美國貓科專家艾倫·拉賓諾維茨博士（Alan Rabinowitz）親臨台灣的大武山察視。羅賓維茲的結論是台灣尚有幾處環境尚屬完整，而和泰國的亞洲雲豹出沒地區之棲息環境相似的地方，有可能還存在著雲豹。
從2001年開始，為了對雲豹做更準確的紀錄，國立屏東科技大學野生動物保育研究所和農委會特有生物保育研究中心，開始分別在南部的大武山和中部的山區，在600個以上的觀察點裝設了自動照相機，想要對雲豹進行觀察記錄。該計劃延續了將近13年，卻始終不見雲豹的蹤影。學者認為，台灣境內的雲豹可能已經絕種，即使沒有絕種，恐怕也難以繁衍下去了。考量到原住民文化對雲豹的重視，政府遲遲未將台灣雲豹移出保育類動物名單、宣告絕種。
2018年有電視節目宣稱在玉山拍攝到疑似雲豹的身影，玉山管理處對此表示仍須釐清。2018年6月台東縣達仁鄉阿塱壹部落巡守隊人員表示目睹台灣雲豹撲向山崖獵捕山羊，另組隊員也說雲豹從行進中的機車前跑過，很快爬到樹上不見蹤影。該部落的部落主席潘志華後來召開的記者會，拿出手繪示意圖，並表示目擊者不願受訪由部落主席代為發言，當時也未能記錄下影像，目擊時間、地點也不能公布。隨後該部落決議封山，要求林務局退出山林，歸還原住民部落自主權，並自行成立巡守隊調查，另由臺東縣南島社區大學發展協會募款支援巡守隊行動。
2018年10月，台灣舉辦貓科動物再引入研討會，邀請國際學者、魯凱族、排灣族代表討論再引進亞洲雲豹的可能性；魯凱族代表接受台灣雲豹滅絕事實，但對於再引進則持保留態度；而排灣族代表則駁斥台灣雲豹已滅絕，認為台灣雲豹仍存在，不該再引入，且再引入的雲豹也是「假的」。2020年1月，國際貓科保育組織「潘特拉」執行長勞奈（Frédéric Launay）來台與魯凱族討論再引入可能，並表示台灣目前棲地完整，只要在地人願意復育，是有機會引入成功。
2019年2月23日，台東縣達仁鄉阿塱壹部落有數人聲稱目擊到雲豹。

## 生物特徵
- 外型：屬中到大型貓科動物，身長60-100公分；尾長50-90公分，幾與頭胭等長，與豹尾長度相差無幾；重量16-30公斤。全身黃褐色；額頭至肩部有數條黑色縱帶，頸側及體側具有大塊雲黑斑。身上斑點每隻各異，頸部斑點細長，腹部兩側大斑向後，圍輪廓深厚而向前者淡細，中間部面積大，並雜以粽黃及少許黑毛，遠望如朵雲故名雲豹。四腿處斑點往下逐漸縮小，尾部上下均有斑點
- 食物：肉食性動物，會捕食樹上的猴子、松鼠、飛鼠及鳥類等小動物，亦會潛伏於樹上，待山羌、山羊及水鹿等較大型的獵物自下面經過時飛撲而下咬其頸部致死而食。
- 分佈：曾經分佈在台灣東部和南部山區，近年來只有玉里野生動物自然保護區以及玉山國家公園的楠梓仙溪地區，分別在1990年及1996年有發現疑似雲豹足跡的紀錄。
- 習性：雲豹是晨昏活動頻繁而偏夜行性的動物，常單獨活動。白天棲息在樹幹上或斷崖的岩石下面，到夜晚才現身伏擊行徑上的動物。但它並非完全是樹棲性，也常在地上行走或是撲追動物。可能的棲地為原始或次生闊葉林、混合林或針葉林。

## 存疑
史溫侯根據單一個體標本所繪製的恢復圖，作為支持其有別於其他雲豹的唯一根據。此「史文侯雲豹觀點」說法在近年經過國內與國外分類學者的檢討與進一步研究後，在2017年正式由國際自然保護聯盟（IUCN）每兩年校訂發行的《貓科分類學》 （页面存档备份，存于）中第64頁至第65頁指出，根據分子技術鑑定後，「Neofelis nebulosa brachyura是為亞洲雲豹的亞種，以及此亞種存在」論點確認無法成立：
英語原文：
"......The distinctiveness of N. n. brachyura was also not supported by Kitchener et al. (2006) or by analysis of the short mtDNA fragment of Buckley-Beason et al. (2006). In addition Kitchener et al. (2006) pointed out that the original diagnosis of brachyura was made on the basis of a shorter tail, which is an unreliable characteristic (Pocock 1939, Kuroda 1940), especially as the holotype was a traded specimen with an incomplete tail (Kitchener et al. 2006). Therefore, the data (and the) currently available data do not support the distinction of the subspecies N. n. brachyura. ......" 
譯文：
「無論是Kitchener et al. (2006)或是Buckley-Beason et al. (2006) 所做的粒線體DNA短序列分析都無法支持N. n. brachyura 在分類學上（分支成為另一亞種）的顯著性。此外Kitchener (2006)也指出原初對「亞種brachyura」的鑑定來源僅在於「較短的尾巴」，這特徵並不可靠（Pocock 1939, Kuroda 1940），尤其因為該正模是一項買來的、尾巴不完整的標本（Kitchener et al. (2006）。因此，該資料以及現有的資料，都無法支持N. n. brachyura的亞種顯著性。」

## 臺灣文化
在臺灣，魯凱族認為他們的祖先是追隨雲豹的足跡，到現居的家鄉，因此在魯凱文化中尊敬雲豹。排灣族阿塱壹部落對雲豹的稱呼為li'uljaw，排灣族卡拉達蘭部落為likuljav。
對於台灣雲豹的花紋，台灣各地神話相差不大，均與台灣黑熊有關：
排灣族與魯凱族的傳說是黑熊與雲豹原本是很要好的朋友，而當時全身都是白色。後來雙方都覺得這顏色不好看，決定互相幫對方畫花紋。好心的黑熊細心的幫雲豹在身上畫上雲朵般的花紋，而畫完後該雲豹幫黑熊畫。黑熊因為畫得太累而趴著睡著，貪玩的雲豹直接把黑熊全身塗黑了事，因為黑熊趴著，所以胸前留下了未被畫到的V型白色花紋。黑熊醒來後很生氣，因此跟雲豹結怨，此後兩者變互不往來。而雲豹心生愧意，因此狩獵到獵物會只吃一些就將剩餘的留在原地給黑熊吃。這個神話也與現實中的黑熊、雲豹習性符合，黑熊大多分布在台灣中北部，雲豹分布在南部，符合「互不往來」的神話。而雲豹生性挑食，不會把獵物吃完，因此被神話為留給黑熊吃。
而在布農族的神話中，在古時候年老的頭目有兩個兒子，彼此競爭繼承人，哥哥善良又謙卑而被推舉為新頭目。弟弟不甘心而逃出部落，後來哥哥找到他後，弟弟假好心要幫哥哥找食物要他先休息，而在哥哥休息時把其全身塗黑，認為這樣哥哥就會因為變醜而愧為當頭目，僅胸前因手擋住而留下V型紋路；此外弟弟在找食物時發現了一種紋路石，在身上搓就會出現美麗的花紋。最後兩人因為身上的黑色及花紋無法洗淨，而都沒回部落，而變成了黑熊跟雲豹。

## 標本

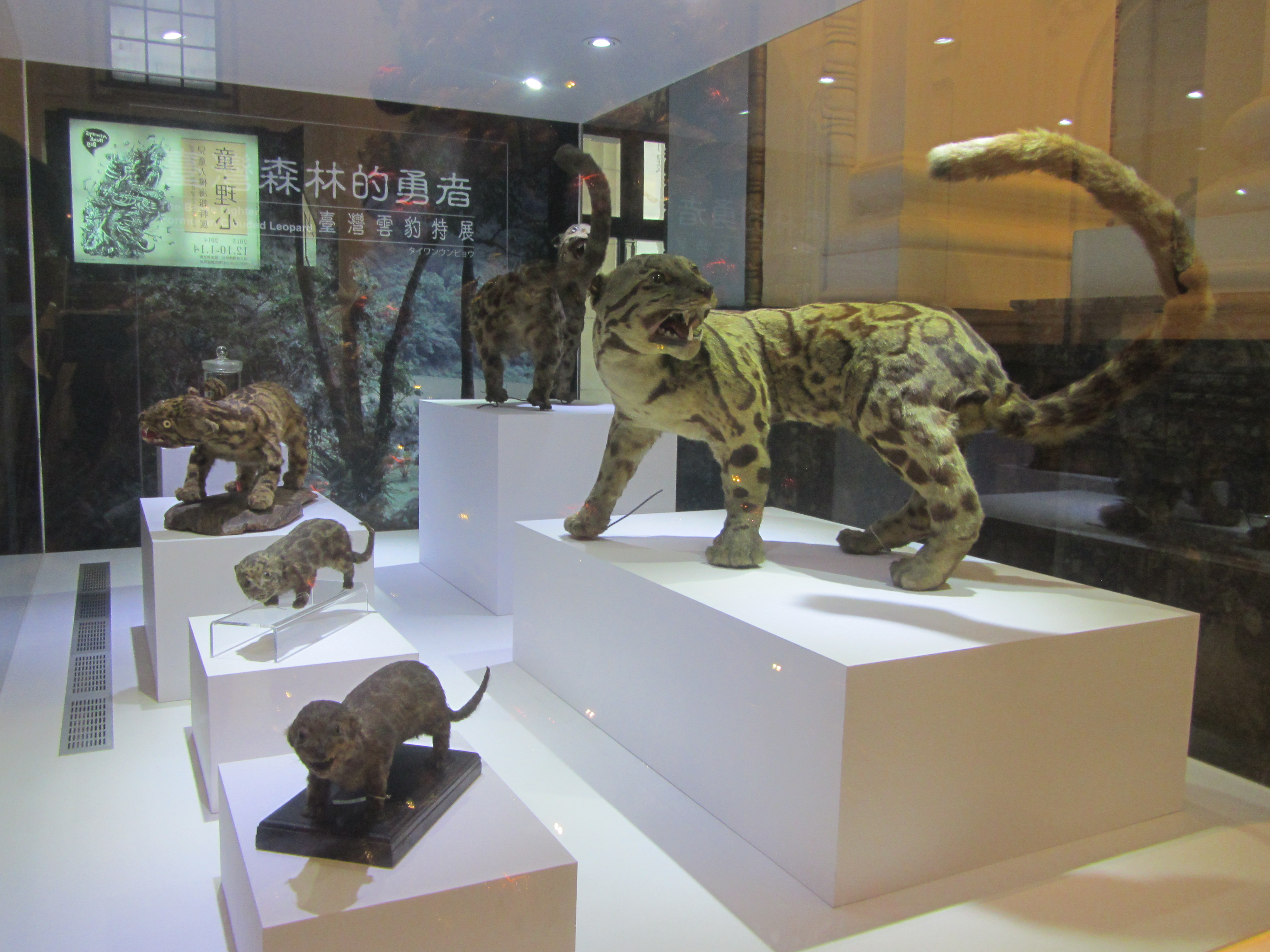
國立臺灣博物館內的台灣雲豹標本。

目前所知最早的台灣雲豹標本，為1923年由日本動物學者牧茂市郎於阿里山沼平地區採集，典藏於國立臺灣博物館。該館目前共收藏八件雲豹標本，包括四件成體立姿標本（雌雄各具）、兩件幼豹立姿標本、一件以福馬林保存的幼豹濕式標本，以及一件頭骨標本。
另一件現存於臺灣的雲豹標本，原屬嘉義林區管理處（今農業部林業及自然保育署嘉義分署）所轄之阿里山高山博物館，為該館1935年開館時的首批展品之一，曾於同年舉辦的「始政四十周年紀念台灣博覽會」中「新高山‧阿里山的自然界」展區展出。1999年九二一大地震重創阿里山博物館後，館方人員清查過程中發現該標本因長期封存已出現損壞。隨後委託國立自然科學博物館協助標本的清理與保存，雖曾考慮將其歸回原館展出，惟因標本老化脆弱，最終決定正式捐贈予科博館永久典藏。
2025年，科博館為該件「阿里山標本」進行3D數位建模。同年，農業部林業及自然保育署嘉義分署另捐贈共127件日治時期動物標本予國立自然科學博物館，並於6月17日舉行正式捐贈儀式。
在民間收藏方面，據悉屏東縣來義鄉的木雕藝術家高富貴亦保存有一尊台灣雲豹標本。。

## 相關命名
- 中華郵政曾發行一系列臺灣瀕臨絕種哺乳動物的郵票，臺灣雲豹名列其中。
- 中華民國陸軍現役雲豹裝甲車，以台灣雲豹為名，作為紀念。
- 台灣雲豹自行車：台灣鈦合金、鋼管自行車品牌。
- 桃園雲豹：台灣職業籃球T1聯盟隊伍。
- 台灣大雲豹：前超級籃球聯賽隊伍，為台灣大哥大公司以雲豹為吉祥物命名。
- 雲豹能源：臺灣能源公司，以雲豹命名。